# Physocephala larvata
Physocephala larvata är en tvåvingeart som först beskrevs av Speiser 1911.  Physocephala larvata ingår i släktet Physocephala och familjen stekelflugor.
Artens utbredningsområde är Eritrea. Inga underarter finns listade i Catalogue of Life.